# لورانس كارول
لورانس كارول (بالإنجليزية: Lawrence Carroll)‏ هو رسام أمريكي، ولد في 26 أكتوبر 1954 في ملبورن في أستراليا.

## معرض صور

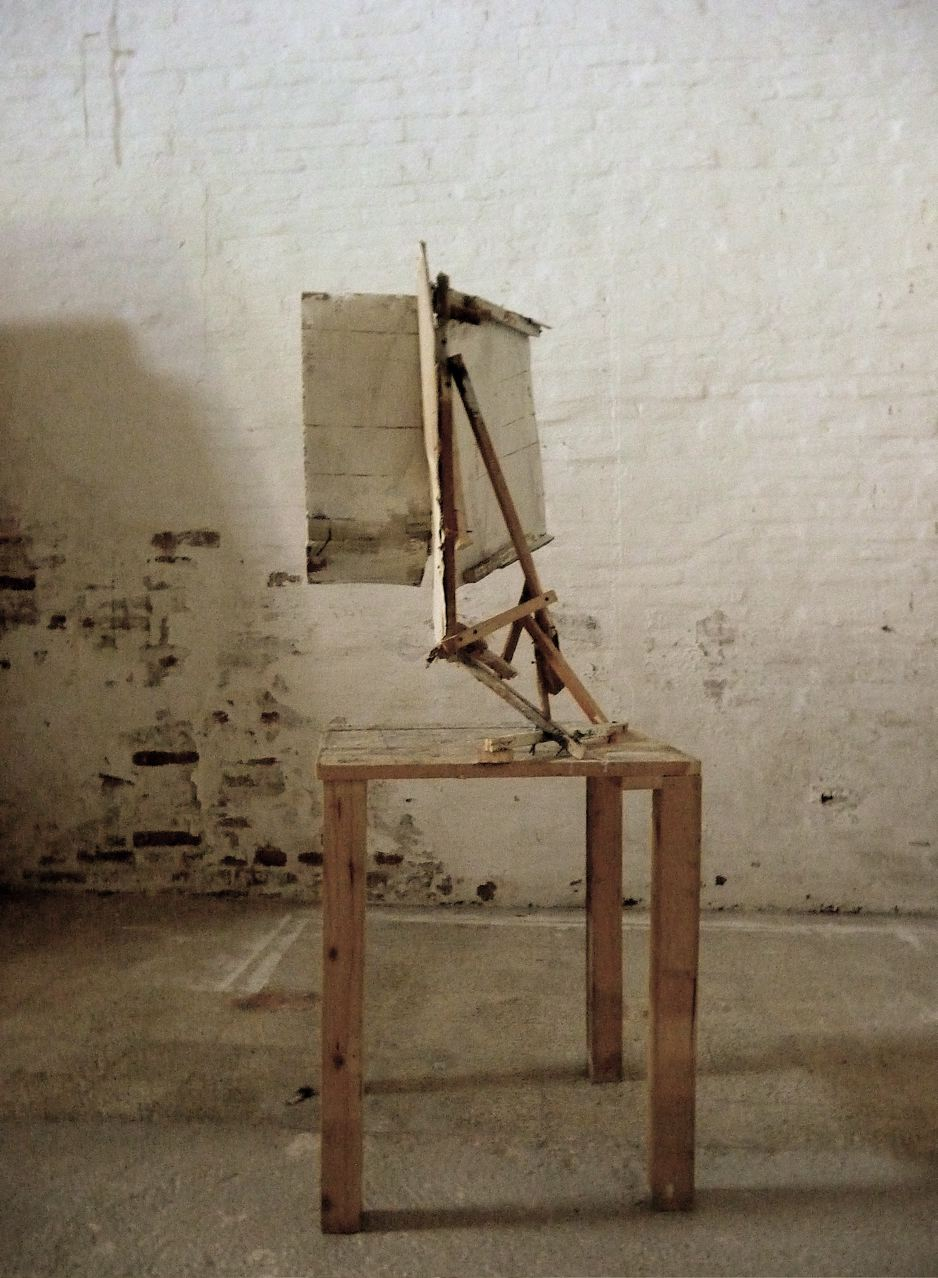
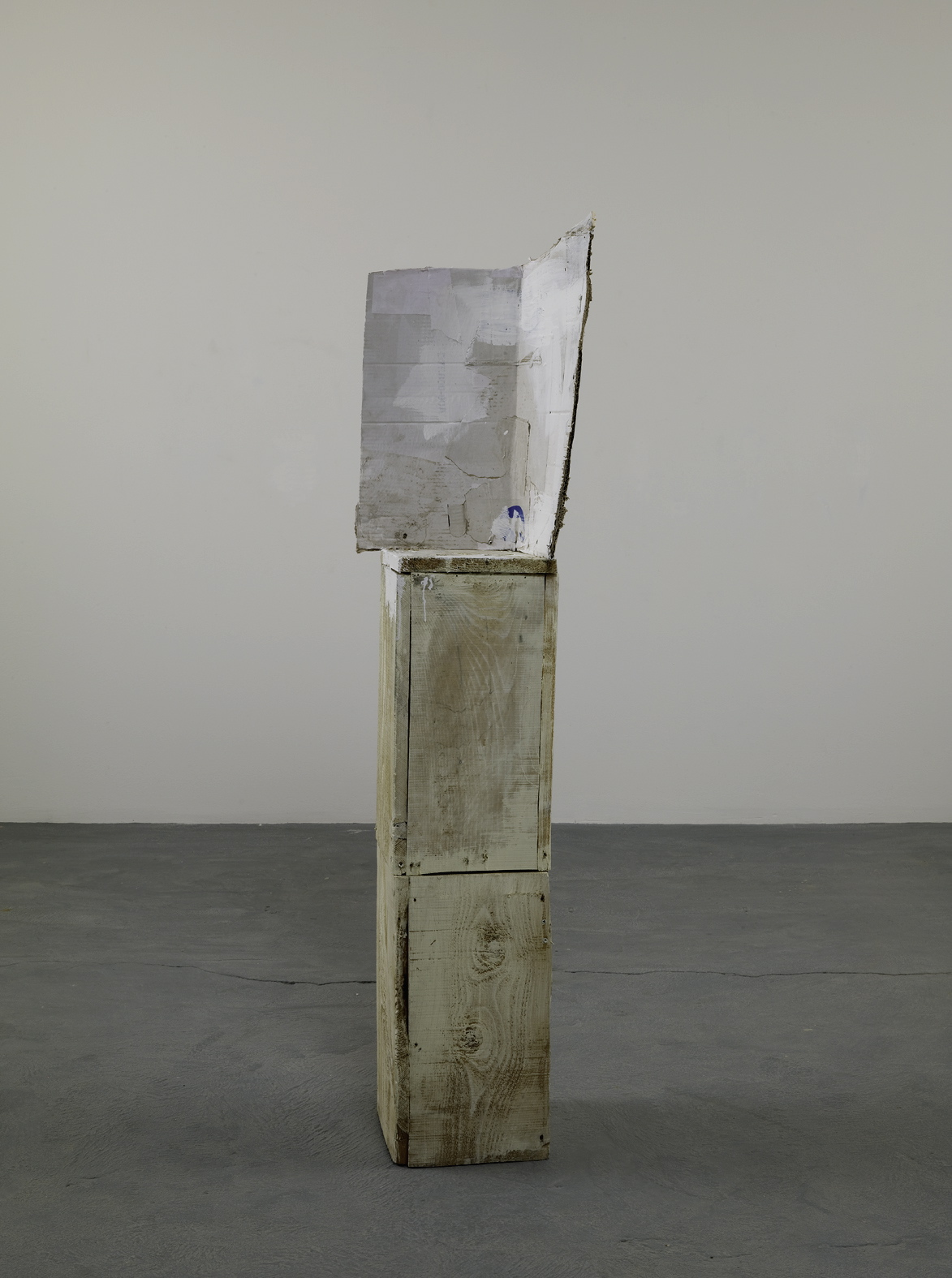
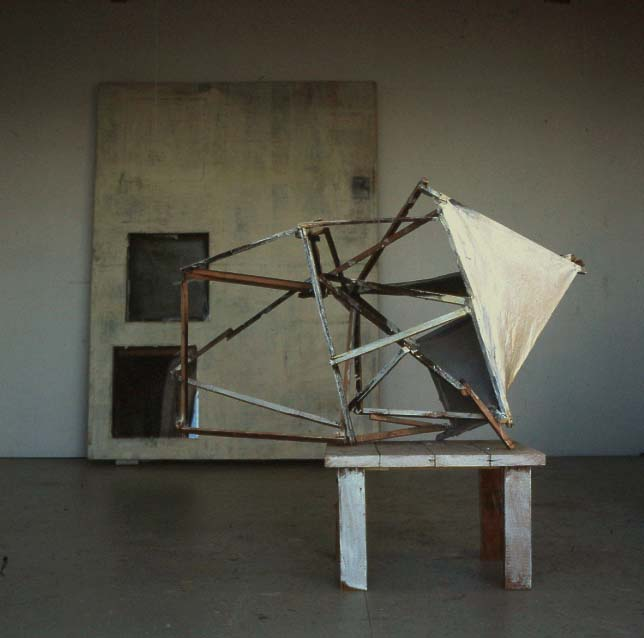

## وصلات خارجية
- الموقع الرسمي